# Lucius Volumnius Flamma Violens
Lucius Volumnius Flamma Violens war einer der führenden plebejischen Staatsmänner Roms während der Samnitenkriege.

## Erstes Konsulat (307 v. Chr.)
Er entstammte der aus Etrurien kommenden plebejischen gens Volumnia, die 461 v. Chr. mit Publius Volumnius Amintinus Gallus bereits einen Konsul gestellt hatte. Nach den Konsularfasten war Flamma Violens Sohn und Enkel eines Gaius, über die aber nichts bekannt ist. Seine Karriere ist eng mit der des römischen Volkshelden Appius Claudius Caecus verknüpft, mit dem er zweimal gemeinsam das Konsulat bekleidete.
Während seines ersten Konsulats 307 kämpfte er erfolgreich gegen die Sallentiner. Laut Livius bestanden bei den Annalisten Unklarheiten: Nach einigen habe Volumnius sein Amt anfangs ohne Kollegen geführt, da Appius noch Zensor gewesen sein soll und deshalb an der Ausübung seiner Amtsgeschäfte gehindert wurde. Lucius Calpurnius Piso Frugi hingegen ließ das ganze Jahr aus, da er es für interpoliert hielt.

## Zweites Konsulat (296 v. Chr.) und weiteres Leben
Die Wahl der Konsuln für 296 war problematisch, da Appius Quintus Fabius Maximus Rullianus als Kollegen wollte, was aber daran scheiterte, dass zwei Patrizier im Oberamt verboten waren; so wurde Volumnius gewählt. Den Konsuln des Vorjahres, Rullianus und  Publius Decius Mus, wurden ihre Amtsbereiche belassen. Volumnius hatte gegen die Samniten und Lukaner zu kämpfen. Die Hilfeleistung für seinen Kollegen Appius in Etrurien, die dieser angeblich brieflich angefordert hatte, stieß bei ihm auf völlige Ablehnung. Erst auf Bitten der Soldaten war Appius zu einem gemeinsamen Vorgehen bereit und gelobte, der Kriegsgöttin Bellona einen Tempel zu errichten, woraufhin den Römern ein glänzender Sieg gelang. Volumnius kehrte nun an seinen Kriegsschauplatz zurück und schlug einen Einfall der Samniten nach Kampanien zurück.
Danach ging er nach Rom zur Abhaltung der Wahlen, die er mit Besonnenheit leitete. Er war vielleicht der erste Plebejer, der einer Wahlversammlung vorstand. Nach Ablauf seiner Amtszeit blieb er als Prokonsul in Samnium, wo er am Berg Tifernus und zusammen mit Appius im ager Stellatinus siegte. Im Jahr 293 befehligte er den rechten Flügel in der siegreichen Schlacht bei Aquilonia gegen die Samniten und eroberte das feindliche Lager. Danach wird er nicht mehr genannt.

## Bedeutung und Nachleben
Volumnius war mit der Patrizierin Verginia, der Tochter eines sonst unbekannten Aulus Verginius, verheiratet. 296 kam es zu einem Eklat, als Verginia wegen ihrer unstandesgemäßen Heirat von den anderen Patrizierinnen der Zutritt zum Altar der Pudicitia patricia verwehrt wurde. Aus Verärgerung ließ sie daher in ihrem Haus einen Altar für die Pudicitia plebeia errichten. Volumnius gehörte zweifellos zu den bedeutendsten Plebejern seiner Zeit, der bei Livius als mäßigendes Element zu seinem als arrogant gezeichneten patrizischen Kollegen Appius dargestellt wird. Ihm allein oder zusammen mit seinem Amtskollegen wurden teilweise in der Annalistik die Erfolge des Decius im Jahr 296 zugeschrieben. Einige nannten Volumnius fälschlich auch als Teilnehmer an der Schlacht von Sentinum. Dahinter dürfte eine dem Decius feindlich gesinnte, annalistische Überlieferung zu vermuten sein.
Sein zweites Cognomen Violens, das in der römischen Nomenklatur kaum Belege hat, ist wohl ahistorisch und findet eine Parallele im 1. Jahrhundert v. Chr. in der Urneninschrift aus der Grablege der Volumnii in Perusia, wo ein P. Volumnius A. f. Violens genannt wird. Hinter Violens könnte sich die etruskische Wiedergabe VILE des griechischen Heros Iolaos verbergen. Volumnii erschienen erst in der späten Republik wieder im öffentlichen Leben Roms.